# Lista de prêmios e indicações recebidos por Banda Eva
A Banda Eva, também conhecida apenas como EVA, é uma banda de axé brasileira. Iniciado em 1977 como um grêmio estudantil, o Eva se tornou um bloco carnavalesco em 1980, desfilando pelas ruas de Salvador anualmente comandando por diversos artistas conceituados – incluindo Aderson Cirne, Jota Morbeck, Carlinhos Caldas, Luiz Caldas, Marcionílio, Ricardo Chaves e Asa de Águia – apenas nos cinco dias de festança. Em 1993, visando o alcance do projeto, os empresários decidiram transformar o Eva em uma banda, a qual estreou liderada por Ivete Sangalo. Após três anos de sucesso no nordeste, o grupo ganhou destaque nacional em 1996, com o disco Beleza Rara, antecessor de seu maior sucesso, o registro Banda Eva Ao Vivo, que vendeu 2 milhões de cópias e projetou a vocalista como um dos maiores nomes do axé, além da faixa-título "Eva" como uma marca da banda. Em 1999, após seis anos com seis discos lançados e comandado sucessos como "Me Abraça", "Arerê", "Eva", "Carro Velho", "Levada Louca" e "Beleza Rara", Ivete deixa a banda para focar na carreira solo.
Emanuelle Araújo assume os vocais, ficando por apenas 3 anos – nos quais retiraram-se canções como "Chuva de Verão" e "Pra Lá e Pra Cá" – em uma fase conturbada da banda, que sofreu pelas comparações com a cantora anterior, fazendo com que vocalista e empresários entrassem em acordo para que ela deixasse o Eva após o Carnaval de 2002. Apostando em um vocal masculino para renovar a imagem da banda e evitar novas controvérsias com o público, Saulo Fernandes assume a liderança, na qual ficou por onze anos e lançou seis discos, extraindo sucessos como "Não Me Conte Seus Problemas", "É do Eva", "Rua 15", "Toda Linda", "Circulou" e "Preta". Resgatando as raízes do axé, Saulo mudou a concepção da banda e imprimiu uma personalidade regional, com canções direcionadas às vertentes africanas empregadas na música baiana, deixando o Eva no Carnaval de 2013. Naquele ano Felipe Pezzoni assume os vocais, mantendo a formação atual.
Desde 1993 a Banda Eva vendeu 5 milhões de discos, se tornando uma das bandas de maior reconhecimento do axé, responsável pela descoberta e lançamento de grandes nomes da música e um dos blocos mais tradicionais do Carnaval de Salvador.

## Grammy Latino
| Ano  | Categoria                                                | Indicação        | Resultado | Ref.  |
| ---- | -------------------------------------------------------- | ---------------- | --------- | ----- |
| 2010 | Melhor Álbum de Música Regional ou de Raizes Brasileiras | Lugar da Alegria | Indicado  | [ 9 ] |

## MTV Video Music Brasil
| Ano  | Categoria            | Indicação     | Resultado | Ref.   |
| ---- | -------------------- | ------------- | --------- | ------ |
| 1999 | Videoclipe de Axé    | "De Ladinho"  | Indicado  | [ 10 ] |
| 1999 | Videoclipe de Axé    | "Carro Velho" | Venceu    | [ 10 ] |
| 1999 | Escolha da Audiência | "De Ladinho"  | Indicado  | [ 10 ] |
| 1999 | Melhor Fotografia    | "De Ladinho"  | Indicado  | [ 10 ] |

## Prêmio Bahia FM de Música
| Ano  | Categoria     | Indicação       | Resultado | Ref.   |
| ---- | ------------- | --------------- | --------- | ------ |
| 2009 | Melhor Cantor | Saulo Fernandes | Venceu    | [ 11 ] |

## Prêmio da Música Brasileira
| Ano  | Categoria             | Indicação | Resultado | Ref.   |
| ---- | --------------------- | --------- | --------- | ------ |
| 2013 | Melhor Grupo          | Banda Eva | Venceu    | [ 12 ] |
| 2013 | Melhor Canção Popular | "Preta"   | Indicado  | [ 13 ] |

## Prêmio FM O Dia
| Ano  | Categoria           | Indicação | Resultado | Ref.   |
| ---- | ------------------- | --------- | --------- | ------ |
| 2009 | Melhor Banda de Axé | Banda Eva | Venceu    | [ 11 ] |

## Prêmio Multishow de Música Brasileira
| Ano  | Categoria             | Indicação         | Resultado | Ref.   |
| ---- | --------------------- | ----------------- | --------- | ------ |
| 1997 | Revelação Nacional    | Banda Eva         | Indicado  | [ 14 ] |
| 1997 | Melhor Clipe Nacional | "Beleza Rara"     | Indicado  | [ 14 ] |
| 1998 | Melhor Grupo          | Banda Eva         | Indicado  | [ 15 ] |
| 1998 | Melhor Show           | Banda Eva         | Indicado  | [ 15 ] |
| 1998 | Melhor Álbum          | Banda Eva Ao Vivo | Indicado  | [ 15 ] |
| 1999 | Melhor Música         | "Carro Velho"     | Indicado  | [ 16 ] |
| 2009 | Melhor Grupo          | Banda Eva         | Indicado  | [ 17 ] |
| 2011 | Melhor Grupo          | Banda Eva         | Indicado  | [ 18 ] |

## Prêmio Sociedade AM
| Ano  | Categoria     | Indicação       | Resultado | Ref.   |
| ---- | ------------- | --------------- | --------- | ------ |
| 2009 | Melhor Cantor | Saulo Fernandes | Venceu    | [ 11 ] |

## Prêmio Sucesso
| Ano  | Categoria     | Indicação       | Resultado | Ref.   |
| ---- | ------------- | --------------- | --------- | ------ |
| 2009 | Melhor Cantor | Saulo Fernandes | Venceu    | [ 11 ] |

## Troféu Band Folia
| Ano  | Categoria     | Indicação                     | Resultado | Ref.          |
| ---- | ------------- | ----------------------------- | --------- | ------------- |
| 2000 | Revelação     | Emanuelle Araújo              | Indicado  | [ 19 ]        |
| 2003 | Melhor Banda  | Banda Eva                     | Venceu    | [ 19 ]        |
| 2003 | Revelação     | Saulo Fernandes               | Venceu    | [ 19 ]        |
| 2004 | Melhor Banda  | Banda Eva                     | Venceu    | [ 19 ]        |
| 2004 | Melhor Cantor | Saulo Fernandes               | Indicado  | [ 19 ]        |
| 2004 | Melhor Bloco  | Eva                           | Indicado  | [ 19 ]        |
| 2005 | Melhor Banda  | Banda Eva                     | Indicado  | [ 19 ]        |
| 2005 | Melhor Música | "Não Me Conte Seus Problemas" | Indicado  | [ 19 ]        |
| 2005 | Melhor Cantor | Saulo Fernandes               | Indicado  | [ 19 ]        |
| 2005 | Melhor Bloco  | Eva                           | Indicado  | [ 19 ]        |
| 2006 | Melhor Banda  | Banda Eva                     | Indicado  | [ 19 ]        |
| 2006 | Melhor Cantor | Saulo Fernandes               | Indicado  | [ 19 ]        |
| 2006 | Melhor Bloco  | Eva                           | Indicado  | [ 19 ]        |
| 2007 | Melhor Banda  | Banda Eva                     | Indicado  | [ 19 ]        |
| 2007 | Melhor Música | "Loucura Maior"               | Indicado  | [ 19 ]        |
| 2007 | Melhor Cantor | Saulo Fernandes               | Indicado  | [ 19 ]        |
| 2008 | Melhor Banda  | Banda Eva                     | Venceu    | [ 20 ]        |
| 2008 | Melhor Cantor | Saulo Fernandes               | Venceu    | [ 20 ]        |
| 2008 | Melhor Música | "Rua 15"                      | Indicado  | [ 20 ]        |
| 2009 | Melhor Cantor | Saulo Fernandes               | Venceu    | [ 21 ]        |
| 2009 | Melhor Música | "Toda Linda"                  | Indicado  | [ 21 ]        |
| 2010 | Melhor Banda  | Banda Eva                     | Venceu    | [ 22 ]        |
| 2010 | Melhor Cantor | Saulo Fernandes               | Venceu    | [ 22 ]        |
| 2010 | Melhor Bloco  | Eva                           | Indicado  | [ 22 ]        |
| 2011 | Melhor Cantor | Saulo Fernandes               | Indicado  | [ 23 ]        |
| 2011 | Melhor Bloco  | Eva                           | Indicado  | [ 23 ]        |
| 2012 | Melhor Música | "Circulou"                    | Venceu    | [ 24 ] [ 25 ] |
| 2012 | Melhor Cantor | Saulo Fernandes               | Venceu    | [ 24 ] [ 25 ] |
| 2012 | Melhor Bloco  | Bloco Eva                     | Venceu    | [ 24 ] [ 25 ] |
| 2013 | Melhor Cantor | Saulo Fernandes               | Venceu    | [ 26 ] [ 27 ] |
| 2013 | Melhor Bloco  | Eva                           | Indicado  | [ 26 ] [ 27 ] |
| 2014 | Melhor Bloco  | Eva                           | Indicado  | [ 28 ]        |
| 2014 | Revelação     | Felipe Pezzoni                | Venceu    | [ 28 ]        |
| 2016 | Melhor Bloco  | Eva                           | Indicado  | [ 19 ]        |

## Troféu Bahia Folia
| Ano  | Categoria     | Indicação  | Resultado | Ref.   |
| ---- | ------------- | ---------- | --------- | ------ |
| 2012 | Melhor Música | "Circulou" | Venceu    | [ 29 ] |

## Troféu Castro Alves
| Ano  | Categoria                           | Indicação             | Resultado | Ref.   |
| ---- | ----------------------------------- | --------------------- | --------- | ------ |
| 1995 | Melhor Banda                        | Banda Eva             | Venceu    | [ 30 ] |
| 1995 | Cantora Revelação                   | Ivete Sangalo         | Venceu    | [ 30 ] |
| 1996 | Melhor Banda                        | Banda Eva             | Indicado  | [ 30 ] |
| 1996 | Melhor Cantora                      | Ivete Sangalo         | Venceu    | [ 30 ] |
| 1997 | Melhor Banda                        | Banda Eva             | Indicado  | [ 30 ] |
| 1997 | Melhor Cantora                      | Ivete Sangalo         | Indicado  | [ 30 ] |
| 1998 | Melhor Banda                        | Banda Eva             | Indicado  | [ 30 ] |
| 1998 | Melhor Cantora                      | Ivete Sangalo         | Venceu    | [ 30 ] |
| 1999 | Melhor Banda                        | Banda Eva             | Indicado  | [ 30 ] |
| 1999 | Melhor Cantora                      | Ivete Sangalo         | Venceu    | [ 30 ] |
| 2003 | Cantor Revelação                    | Saulo Fernandes       | Venceu    | [ 30 ] |
| 2004 | Melhor Banda de Axé                 | Banda Eva             | Indicado  | [ 30 ] |
| 2005 | Melhor Banda de Axé                 | Banda Eva             | Indicado  | [ 30 ] |
| 2006 | Melhor Banda de Axé                 | Banda Eva             | Indicado  | [ 30 ] |
| 2007 | Melhor Banda de Axé                 | Banda Eva             | Indicado  | [ 30 ] |
| 2008 | Melhor Música                       | "Rua 15"              | Venceu    | [ 30 ] |
| 2008 | Melhor Banda de Axé                 | Banda Eva             | Venceu    | [ 30 ] |
| 2008 | Melhor Cantor                       | Saulo Fernandes       | Venceu    | [ 30 ] |
| 2009 | Melhor Bloco: Circuito Osmar        | Bloco Eva             | Venceu    | [ 31 ] |
| 2009 | Melhor Cantor                       | Saulo Fernandes       | Venceu    | [ 31 ] |
| 2009 | Melhor Banda de Axé                 | Banda Eva             | Indicado  | [ 31 ] |
| 2009 | Melhor Música de Axé                | "Toda Linda"          | Indicado  | [ 31 ] |
| 2010 | Melhor Banda de Axé                 | Banda Eva             | Venceu    | [ 32 ] |
| 2010 | Melhor Bloco: Circuito Osmar        | Bloco Eva             | Venceu    | [ 32 ] |
| 2010 | Melhor Cantor                       | Saulo Fernandes       | Venceu    | [ 32 ] |
| 2010 | Melhor Performance Masculina        | Saulo Fernandes       | Indicado  | [ 32 ] |
| 2010 | Melhor Música de Axé                | "Tudo Certo na Bahia" | Indicado  | [ 32 ] |
| 2011 | Melhor Banda de Axé                 | Banda Eva             | Venceu    | [ 33 ] |
| 2011 | Melhor Bloco: Circuito Osmar        | Bloco Eva             | Venceu    | [ 33 ] |
| 2011 | Melhor Bloco: Circuito Barra-Ondina | Bloco Nu Outro        | Indicado  | [ 33 ] |
| 2011 | Melhor Música de Axé                | "Agradecer"           | Indicado  | [ 33 ] |
| 2011 | Melhor Cantor                       | Saulo Fernandes       | Indicado  | [ 33 ] |
| 2011 | Melhor Performance Masculina        | Saulo Fernandes       | Indicado  | [ 33 ] |
| 2012 | Melhor Banda de Axé                 | Banda Eva             | Venceu    | [ 34 ] |
| 2012 | Melhor Cantor                       | Saulo Fernandes       | Venceu    | [ 34 ] |
| 2012 | Melhor Performance Masculina        | Saulo Fernandes       | Venceu    | [ 34 ] |
| 2012 | Melhor Música de Axé                | "Circulou"            | Venceu    | [ 34 ] |
| 2012 | Melhor Bloco: Circuito Osmar        | Bloco Eva             | Venceu    | [ 34 ] |
| 2013 | Melhor Cantor                       | Saulo Fernandes       | Venceu    | [ 35 ] |
| 2013 | Melhor Performance Masculina        | Saulo Fernandes       | Venceu    | [ 35 ] |
| 2013 | Melhor Banda de Axé                 | Banda Eva             | Indicado  | [ 35 ] |
| 2013 | Melhor Música de Axé                | "Preta"               | Indicado  | [ 35 ] |
| 2014 | Melhor Banda de Axé                 | Banda Eva             | Venceu    | [ 36 ] |
| 2014 | Cantor Revelação                    | Felipe Pezzoni        | Venceu    | [ 36 ] |

## Troféu Dodô e Osmar
| Ano  | Categoria                  | Indicação        | Resultado | Ref.          |
| ---- | -------------------------- | ---------------- | --------- | ------------- |
| 1995 | Banda Revelação            | Banda Eva        | Venceu    | [ 37 ]        |
| 1995 | Cantora Revelação          | Ivete Sangalo    | Venceu    | [ 37 ]        |
| 1996 | Melhor Banda               | Banda Eva        | Indicado  | [ 37 ]        |
| 1996 | Melhor Cantora             | Ivete Sangalo    | Venceu    | [ 37 ]        |
| 1997 | Melhor Banda               | Banda Eva        | Venceu    | [ 37 ]        |
| 1997 | Melhor Cantora             | Ivete Sangalo    | Indicado  | [ 37 ]        |
| 1998 | Melhor Banda               | Banda Eva        | Venceu    | [ 37 ]        |
| 1998 | Melhor Cantora             | Ivete Sangalo    | Venceu    | [ 37 ]        |
| 1999 | Melhor Banda               | Banda Eva        | Indicado  | [ 37 ]        |
| 2000 | Cantora Revelação          | Emanuelle Araújo | Venceu    | [ 38 ]        |
| 2003 | Cantor Revelação           | Saulo Fernandes  | Venceu    | [ 39 ]        |
| 2007 | Melhor Cantor              | Saulo Fernandes  | Indicado  | [ 40 ]        |
| 2008 | Melhor Abadá               | Bloco Eva        | Venceu    | [ 41 ]        |
| 2009 | Melhor Cantor              | Saulo Fernandes  | Indicado  | [ 42 ]        |
| 2009 | Melhor Bloco: Avenida      | Bloco Eva        | Indicado  | [ 42 ]        |
| 2010 | Melhor Cantor              | Saulo Fernandes  | Indicado  | [ 43 ]        |
| 2010 | Melhor Bloco: Avenida      | Bloco Eva        | Indicado  | [ 43 ]        |
| 2010 | Melhor Puxador de Bloco    | Saulo Fernandes  | Venceu    | [ 43 ]        |
| 2011 | Melhor Cantor              | Saulo Fernandes  | Venceu    | [ 44 ]        |
| 2011 | Melhor Puxador de Bloco    | Saulo Fernandes  | Venceu    | [ 44 ]        |
| 2012 | Melhor Música              | "Circulou"       | Venceu    | [ 45 ] [ 46 ] |
| 2014 | Cantor Revelação           | Felipe Pezzoni   | Venceu    | [ 47 ]        |
| 2015 | Melhor Banda               | Banda Eva        | Indicado  | [ 48 ]        |
| 2016 | Melhor Bloco: Barra-Ondida | Bloco Eva        | Indicado  | [ 49 ]        |
| 2016 | Melhor Puxador de Bloco    | Felipe Pezzoni   | Indicado  | [ 49 ]        |

## Troféu Itapoan
| Ano  | Categoria    | Indicação | Resultado | Ref.   |
| ---- | ------------ | --------- | --------- | ------ |
| 2009 | Melhor Banda | Banda Eva | Venceu    | [ 11 ] |